# 영광 노씨
영광 노씨(靈光盧氏)는 전라남도 영광군을 본관으로 하는 한국의 성씨이다.
시조는 노세준(盧世俊)이라는 인물로 조선에서 문과에 급제하여 봉산군수(鳳山郡守)를 지냈다고 한다.

## 참고 자료
- “영광노씨(靈光盧氏)”. 뿌리를 찾아서.[깨진 링크(과거 내용 찾기)]